# Ликіса
Ликіса (порт. Liquiçá) — місто в північно-західній частині Східного Тимору. Адміністративний центр району Ликіса. Розташоване за 32 км на захід від столиці країни, міста Ділі, на березі протоки Омбай, на висоті 87 м над рівнем моря.
Населення міста за даними на 2010 рік становить 5152 чол.. Велика частина населення говорить на мові токодеде.